# Дауман, Макс
Макс Ро́берт Да́уман (англ. Max Robert Dowman; родился 31 декабря 2009, Челмсфорд, Англия) — английский футболист, атакующий полузащитник клуба «Арсенал».

## Клубная карьера
Воспитанник академии лондонского «Арсенала». 19 сентября 2024 года забил свой первый мяч в Юношеской лиге УЕФА в матче против итальянской «Аталанты», в возрасте 14 лет, 8 месяцев и 19 дней став самым молодым автором гола в истории турнира. 1 декабря 2024 года стал самым молодым игроком в истории команды «Арсенала» до 21 года, дебютировав в матче Премьер-лиги 2 против клуба «Брайтон энд Хоув Альбион». Также в сезоне 2024/25 провёл 18 матчей за команду «Арсенала» до 18 лет, забив 18 голов и отдав 5 голевых передач. В течение сезона несколько раз вызывался на тренировки основной команды клуба, однако не мог принять участие в матчах Премьер-лиги из-за своего юного возраста.
Летом 2025 года получил свой первый вызов на предсезонный сбор основной команды лондонского клуба. 23 июля 2025 года дебютировал в товарищеской игре против «Милана». 27 июля в товарищеском матче против клуба «Ньюкасл Юнайтед» вышел на замену во втором тайме и в течение получаса был лучшим игроком на поле.

## Карьера в сборной
Выступал за сборную Англии до 16 лет. Вместе со сборной Англии до 17 лет принимал участие на чемпионате Европы, где забил гол в матче группового этапа против Чехии.